# Шанин, Валерий Алексеевич
Вале́рий Алексе́евич Ша́нин (род. 30 ноября 1961, Ишимбай, Башкирская АССР) — российский путешественник и писатель, автор путеводителей, книг о путешествиях, фотограф и видеооператор, кинорежиссёр-документалист. Член Союза журналистов России с 1999 года. С 2004 года является членом Союза кругосветчиков России. С 2014 года ведет программы «Вокруг света с Валерием Шаниным» и «Вокруг света пешком» на телеканале Океан-ТВ. Автор ряда документальных фильмов, президент международных кинофестивалей.

## Биография
Родился 30 ноября 1961 года в городе Ишимбае Башкирской АССР, учился и окончил школу в городе Небит-Даг (ныне — Балканабат) Туркменской ССР. Окончил физический (1979—1984) и психологический (1986—1991) факультеты МГУ им. М. В. Ломоносова, аспирантуру на факультете психологии (1991—1994) и стажировался на философском факультете.
Путешествовать начал, будучи студентом физического факультета, сначала на Камчатку, по России и бывшим республикам СССР. В 1991 году по приглашению поехал в США, потом в Великобританию, Германию, Европу. О своих первых путешествиях за границей в 1994 году написал и с помощью друзей издал книгу «Хитч-хайкинг: автостопом по США и Европе». Тогда же в газете «Иностранец» была первая публикация выдержки из книги. С тех пор «увидеть и показать другим» стало смыслом жизни. После падения железного занавеса за двадцать лет посетил более 90 стран.
В июне 1995 года зарегистрировал спортивно-досуговое учреждение «Школа автостопа», известное как Московская Школа Автостопа — место сбора и обмена информацией для всех любителей путешествий.
В начале XXI века, совершил три кругосветных путешествия: без денег, за ограниченное время, без виз.
1999—2002 — путешествие вокруг света автостопом. За 1080 дней и 280$ проехал через Монголию, Китай, Лаос, Таиланд, Малайзию, Сингапур, Индонезию, Восточный Тимор, Австралию, Новую Зеландию, Аргентину, Чили, Перу, Эквадор, откуда на попутном банановозе вернулся в Россию.
В 2009 году о первом кругосветном путешествии автостопом вышла книга «Вокруг света за 280$», весь тираж которой был распродан за несколько месяцев.
2007—2008 — второе кругосветное путешествие, которое заняло только 108 дней. На этот раз маршрут проходил через Казахстан, Китай, Лаос, Камбоджу, Таиланд, Малайзию, Австралию, Новую Зеландию, Аргентину, Чили, Перу, Эквадор, Коста-Рику, Кубу, Испанию, Францию, Италию. Это путешествие вошло в тройку лучших путешествий россиян 2008 года — по версии «Союза кругосветчиков России». По окончании поездки был создан 20-серийный фильм «Вокруг света в турпоездку».
2009—2010 — третье кругосветное путешествие «Мир без виз». Маршрут прошёл по безвизовым для россиян странам и странам, где виза ставится в момент пересечения границы. Стартовав 19 сентября 2009 года, Валерий Шанин с попутчиками проехал через Европу: Хорватию, Сербию, Черногорию, Албанию, Боснию и Герцеговину, Великобританию (транзитом на два дня), Северную Африку: Марокко, Тунис, Египет, Ближний Восток: Иорданию, Сирию, Ливан, Бахрейн, Азию: Шри-Ланку, Малайзию, Филиппины, Индонезию, Сингапур, Таиланд, Камбоджу, Вьетнам, Лаос, Гонконг, Океанию: Фиджи, Вануату, Самоа, Южную Америку: Аргентину, Боливию (19.03.2010), Перу, Эквадор, Колумбию, Венесуэлу, странам Вест-Индии: Гренаду, Барбадос, Доминику, Антигуа и Барбуда, Доминикану, Кубу и 31 мая 2010 рейсом Аэрофлота Гавана-Москва путешественники вернулись в Россию. В 2013 году был создан документальный фильм «Вокруг света без виз», а 2014 году в издательстве «Эксмо» вышла книга «Вокруг света без виз».
После окончания кругосветки проект «Мир без виз» не завершился. Начались путешествия по отдельным без визовым для россиян странам и регионам: По итогам каждого путешествия созданы документальные фильмы для телепрограммы «Мир без виз: Вокруг света с Валерием Шаниным»: «Центральная Америка без виз», «Индокитай без виз», «Китай: Путь чая», «Тайвань: Храмы и горы», «Балканы: Вино и сыр», «Турция: Чай и сладости», «Иран: Страна и люди», «Шри-Ланка: Неделя в тропиках», «Лаос: Плато Боловен», «Мьянма: Дорога в Мандалай», «Марокко: Атлас, Сахара и Атлантика».     
В 2014 году Валерий Шанин объявил о новом проекте — «Вокруг света пешком». Его цель — пройти по лучшим пешеходным тропам мира. Уже пройдены тропы в Турции — Ликийская тропа, тропа Святого Павла, Карийская тропа, тропа Хеттов, Суфийская тропа, Фригийская тропа, тропа Эвлия Челеби; в Израиле — Швиль Исраэль, Голанская тропа, Тропа Иисуса, От моря до моря; в Черногории — Горная Приморская тропа; в Швейцарии — тропы № 2 и № 3, Дорога Франков; в Германии — тропа Альпштайг и часть тропы Святого Иакова; в Австрии — тропа Марии Лугау; в Словении — Альпийская тропа; в Сербии — тропа Султана; в Италии — тропа № 1 и Дорога Франков; в Лихтенштейне — Альпийская Панорамная тропа; в Люксембурге — тропа Е2; в Польше — тропа Е11; на Кипре — тропа Е4 и Киринейская тропа, в Греции — Корфская тропа, тропа Е4 на острове Крит и на полуострове Пелопоннес; в Албании — Виа Динарица; в Дании — тропа Е1; в Норвегии — тропа Гудбрансдален; во Франции — тропа Святого Иакова; в Непале —тропа вокруг Манаслу и Культурный трек долины Катманду; в Китае — кора вокруг горы Кайлас; в Мьянме — трек Кало — Пиндая; в Иордании — Иорданская тропа; в Ливане — Ливанская горная тропа; в Испании — тропы на Канарских островах; в России — Дорога в Лавру, Окская тропа, Большая Валдайская тропа, Великий Русский Северный Путь, Великий Русский Путь, Путь Ломоносова, Зелёное кольцо Москвы.
В. А. Шанин - президент международных кинофестивалей: «TRAVEL FILM» и «TRAVEL FilmFest» — с 2017; Амброзия (англ. Ambrosia Food and Drink Film Festival) — с 2019; МосФестФильм (англ. MosFestFilm), Эзотерик (англ. Esoteric International Film Festival), Гелос (англ. Gelos Comedy Film Festival) — с 2020; Московский международный детский кинофестиваль (англ. Moscow International Children's Film Festival) с 2021; Московский фестиваль азиатского кино (англ. Moscow Asian Film Festival) — c 2024. 
В 2018 году была создана «Школа путешествий Валерия Шанина», а в 2019 — «Киноклуб Валерия Шанина».

## Книги
1. Шанин В. А. Ближний Восток Архивная копия от 3 мая 2010 на Wayback Machine — 2-е изд. — М.: Полиглот, 2008. — С.192. — ISBN 978-5-94161-482-0
  - Шанин В. А. Ближний Восток. — 1-е изд. — М.: Полиглот, 2007. — С.192. — ISBN 978-5-94161-242-0
2. Шанин В. А. Введение в экспериментальную психологию. Учебное пособие. — Тюмень: ИПК ПК, 1996. — C.98. — Тираж 500 экз.
3. Шанин В. А. Вокруг света за 280$ — М.: Эксмо, 2009. — C.704. Суперобложка. — Доп.тираж — 3000 экз. — ISBN 978-5-699-33181-9
  - Шанин В. А. Вокруг света за 280$. — М.: Эксмо, 2009. — C.704. Суперобложка. — Тираж — 3000 экз. — ISBN 5-699-33181-6
  - Шанин В. А. Вокруг света за 280$. — М. Эксмо, 2013. — С.704. Суперобложка. — Тираж — 3000 экз. — ISBN 978-5-699-68944-6
  - Шанин В. А. Вокруг света за 280$. — Электронная книга — М. Эксмо, 2013.- С. 710 — ISBN 978-5-699-68944-6
4. Шанин В. А. Европа для всех (недоступная ссылка) — 7-е изд. — М.: Полиглот, 2008. — C.512. — ISBN 978-5-94161-365-6
  - Шанин В. А. Европа для всех. — 6-е изд. — М.: Аякс-пресс, 2007. — С.512. — ISBN 978-5-94161-261-1
  - Шанин В. А. Европа для всех. — 5-е изд. — М.: Аякс-пресс, 2005. — С.512. — ISBN 5-94161-127-7
  - Шанин В. А. Европа для всех. — 4-е изд. — М.: Аякс-пресс, 2002. — C.416. — ISBN 5-94161-014-9
  - Шанин В. А. Европа для всех. — 3-е изд. — М.: Аякс-пресс, 2001. — С.416. — Тираж — 5000 экз. — ISBN 5-8293-0008-7
  - Шанин В. А. Европа для всех. — М.: Аякс, 1999. — C.416. — Тираж — 5000 экз. — ISBN 5-8293-0008-7
  - Шанин В. А. Европа для всех. — 2-е изд. — М.: Гео, 1998. — С.256. — ISBN 5-86639-042-6
  - Шанин В. А. Европа для всех. — 1-е изд. — М.: Раменская типография, 1997. — C.256. — Тираж — 1000 экз.
5. Шанин В. А. Западная Азия — М.: Полиглот, 2008. — C.192. — ISBN 978-5-94161-380-9
6. Шанин В. А. Индокитай — 3-е изд. — М.: Вокруг Света, 2009. — C.480. — ISBN 5-98652-080-7
  - Шанин В. А. Индокитай. — 2-е изд. -М.: Вокруг Света, 2008. — C.456. — ISBN 978-5-98652-206-7
  - Шанин В. А. Индокитай. — М.: Вокруг Света, 2007. — С.480. — Доп.тираж. — ISBN 5-98652-080-7
  - Шанин В. А. Индокитай. — 1-е изд. — М.: Вокруг Света, 2006. — C.482. — ISBN 5-98652-080-7
7. Шанин В. А. Как выбирать путеводитель. — М.: Вокруг Света, 2007. — C.36. — ISBN 978-5-98652-151-0
8. Шанин В. А. Как путешествовать — 3-е изд. — М.: Вокруг Света, 2008. — С.420. — ISBN 978-5-98652-173-2
  - Шанин В. А. Как путешествовать. — Электронная книга — М.: Вокруг Света, 2009. — 558 kb. — ISBN 978-5-98652-173-2
  - Шанин В. А. Как путешествовать. — 2-е изд. — М.: Вокруг света, 2007. С.420. — ISBN 978-5-98652-114-5
  - Шанин В. А. Как путешествовать. — 1-е изд. — М.: Вокруг Света, 2006. — C.368. — ISBN 5-98652-078-5
9. Шанин В. А. Карьерные игры или Психология делового общения. — М.: Книжный дом «Университет», 2001. — C.152. — ISBN 5-8013-0107-0
10. Шанин В. А., Озаренов Ф. Н. Таиланд. — 3-е изд. — М.: Вокруг Света, 2009. — C.312. — ISBN 978-5-98652-203-6
  - Шанин В. А., Озаренов Ф. Н. Таиланд. — 2-е изд. — М.: Вокруг Света, 2007. — С.300. — ISBN 978-5-98652-135-0
  - Шанин В. А., Таиланд. — 1-е изд. — М.: Вокруг Света, 2006. — С.272. — ISBN 5-98652-045-9
11. Шанин В. А. Турция — 2-е изд. — М.: Вокруг Света, 2007. — С.264. — ISBN 5-98652-026-2
  - Шанин В. А. Турция. — 1-е изд. — М.: Вокруг Света, 2006. — С.264. — ISBN 5-98652-062-9
12. Шанин В. А. Турция (+ DVD). Серия: «Путеводители с Дмитрием Крыловым». — М.: Эксмо, 2010. — С.368. — Тираж — 4000 экз. — ISBN 978-5-699-43805-1
  - Шанин В. А. Турция. Серия: «Путеводители с Дмитрием Крыловым». — М.: Эксмо, 2010. — С.368. — Тираж — 4000 экз. — ISBN 978-5-699-35825-0
13. Шанин В. А. Уроки автостопа или как за 20$ объехать весь мир. Сборник рассказов. — М.: Книжный дом «Университет», 2000. — С.272. — ISBN 5-8013-0069-4
14. Шанин В. А. Хитч-хайкинг: автостопом по США и Европе. — М.-СПб.: Бояныч, 1994. — С.208. — ISBN 57199-0022-5
15. Школа автостопа или какой же русский не любит бесплатной езды. Сборник рассказов. — М.: Книжный дом «Университет», 1999. — C.272. — ISBN 5-8013-0038-4
16. Шанин В. А. Шри-Ланка — 2-е изд. — М.: Вокруг Света, 2008, доп.тираж 2009. — С.264. — ISBN 978-5-98652-229-6
  - Шанин В. А. Шри-Ланка. — 1-е изд. — М.: Вокруг света, 2007. — C.264. — ISBN 978-5-98652-127-5
17. Шанин В. А. Юго-Восточная Азия — 3-е изд. — М.: Вокруг Света, 2007, 2008). — С.372. — ISBN 978-5-98652-188-6
  - Шанин В. А. Юго-Восточная Азия. — 2-е изд. — М.: Вокруг света, 2006. — C.368. — ISBN 5-98652-079-3, ISBN 978-5-98652-079-7
  - Шанин В. А. Юго-Восточная Азия. — 1-е изд. — М.: Вокруг Света, 2005. — C.728. — ISBN 5-98652-012-2, ISBN 978-5-98652-012-4
18. Шанин В. А. Юго-Восточная Азия Архивная копия от 21 ноября 2009 на Wayback Machine — М.: Полиглот, — 2009. — C.192. — ISBN 978-5-94161-430-1
19. Шанин В. А. Хорватия и Черногория. Серия: «Путеводители с Дмитрием Крыловым». — М.: Эксмо. 2012. — Тираж 4000 экз. — ISBN 978-5-699-48656-4
20. Шанин В. А., Агронский В. 7 чудес России и ещё 42 достопримечательности. — Доп.тираж 5000 экз. — М.: Эксмо, 2010. — C.224. Суперобложка. — ISBN 978-5-699-40719-4
  - Шанин В. А., Агронский В. 7 чудес России и ещё 42 достопримечательности. — М.: Эксмо, 2009. — C.224. Суперобложка. — ISBN 978-5-699-35912-7\
21. Шанин В. А. Вокруг света без виз. — М. Эксмо. 2014. — С. 704 — Тираж 2000 экз. — ISBN 978-5-699-71754-5
22. Шанин В. А. Вокруг света в турпоездку Архивная копия от 23 сентября 2020 на Wayback Machine. — Ridero 2016. — С. 290 — ISBN 9785448346651
23. Шанин В. А. Вокруг света без виз Архивная копия от 25 февраля 2019 на Wayback Machine. — Ridero 2016. — С. 770 — ISBN 978-5-4490-0326-3
24. Шанин В. А. Центральная Америка без виз Архивная копия от 4 августа 2018 на Wayback Machine. — Ridero 2016. — С. 350 — ISBN 9785448338625
25. Шанин В. А. Автостопом по Америкам и Европам Архивная копия от 4 августа 2018 на Wayback Machine. — Ridero 2016. — С. 370 — ISBN 9785448344565
26. Шанин В. А. Карьерные игры или Психология делового общения Архивная копия от 25 февраля 2019 на Wayback Machine. — Ridero 2016. — С. 370 — ISBN 978-5-4490-0327-0
27. Шанин В. А. Шри-Ланка. Серия: Оранжевый гид. М. Эксмо. 2017 — С. 246 — ISBN 9785699787210
28. Шанин В. А. Путешествия для всех Архивная копия от 25 февраля 2019 на Wayback Machine. — Ridero 2018. — С. 580 — ISBN 978-5-4493-7797-5

## Фотоматериалы
1. Калининградская область Архивная копия от 2 апреля 2011 на Wayback Machine — М.: Полиглот, 2007. — C.96. — ISBN 978-5-94161-260-4
2. Курорт Большой Сочи — М.: Вокруг Света, 2008. — C.264. — ISBN 978-5-98652-179-4
3. Турция. «Путеводители с Дмитрием Крыловым» (недоступная ссылка) — М.: Эксмо, 2010. — С.368. — ISBN 978-5-699-35825-0